# Čchung-ming (městský obvod)

Obvod na mapce Šanghaje

Městský obvod Čchung-ming (čínsky v českém přepisu Čchung-ming čchü, pchin-jinem Chóngmíng Qū, znaky zjednodušené 崇明区, tradiční 崇明區) je jedním z městských obvodů v Šanghaji, jednom z největších měst Čínské lidové republiky a světa vůbec. Leží v ústí řeky Jang-c’-ťiang především na stejnojmenném ostrově severně od pevninské Šanghaje a pak také na dvou menších ostrovech Čchang-sing a Cheng-ša. Rozloha celého obvodu je přibližně 1411 čtverečních kilometrů a k roku 2005 v něm žilo přibližně 700 tisíc obyvatel, z toho na ostrově Čchung-ming přibližně 632 tisíc. K roku 2000 bylo 99,91 % obyvatelstva Chanové a největší etnickou menšinu představovalo 154, tj. 0,02 % Čuangů.